# Krasnoszczokowo
Krasnoszczokowo (ros. Краснощёково) – wieś na terenie wchodzącego w skład Rosji syberyjskiego Kraju Ałtajskiego.
Miejscowość położona jest w odległości ok. 316 km od stolicy kraju – miasta Barnauł i jest ośrodkiem administracyjnym rejonu krasnoszczokowskiego.